# یواس‌اس مک‌کندلس (اف‌اف-۱۰۸۴)
یواس‌اس مک‌کندلس (اف‌اف-۱۰۸۴) (به انگلیسی: USS McCandless (FF-1084)) یک کشتی بود که طول آن ۴۳۸ فوت (۱۳۴ متر) بود. این کشتی در سال ۱۹۷۱ ساخته شد.